# 小行星3546
小行星3546（3546 Atanasoff）是一颗绕太阳运转的小行星，为主小行星带小行星。该小行星于1983年9月28日发现。

## 轨道参数
小行星3546的轨道半长轴为2.6944854 UA，离心率为0.024。